# Панасюк Наталія Віталіївна
Наталія Віталіївна Панасюк (нар. 24 листопада 1978) — українська футболістка.

## Життєпис
Футбольну кар'єру розпочала в чрнігівській «Легенді». У Вищій лізі чемпіонату України дебютувала 1993 року. У команді відіграла 10 сезонів, востаннє на футбольне поле в складі чернігівського клубу виходила у фінальній частині чемпіонату України 2003. У футболці клубу зіграла понад 100 матчів. Триразова чемпіонка України, дворазова володарка кубку країни.

## Досягнення
«Легенда»
- Вища ліга чемпіонату України
  -  Чемпіон (3): 2000, 2001, 2002
  -  Срібний призер (4): 1997, 1998, 1999, 2003
- Кубок України
  -  Володар (2): 2001, 2002
  -  Фіналіст (3): 1998, 1999, 2003